# Ariel (anioł)
Ariel, Arael, Ariael, Uriel, Aruel, Hadriel (hebr. אֲרִיאֵל – lew boży) – anioł, duch. Jest opisany w Starym Testamencie w Księdze Izajasza (29,1), oznacza Jerozolimę, miasto wzmocnione pomocą Boga.
Ach, Arielu, Arielu, miasto, gdzie obozował Dawid! Dodajcie rok do roku, święta niech biegną swym cyklem! Wówczas ucisnę Ariela, nastanie żałość i wzdychanie. Ty będziesz dla mnie jakby Arielem. (Iz 29,1)
W Starym Testamencie i innych pismach żydowskich nazwy Ariel używa się na określenie miasta Jerozolimy. Ariel jest więc w Biblii symboliczną nazwą Jerozolimy.
Ariel występuje także jako imię anioła w apokryficznej Czwartej Księdze Ezdrasza. W „Testamencie Salomona” pojawia się jako zwierzchnik demonów. Jest władcą wiatru oraz piorunów.